# Tonight Again
Chansons représentant l'Australie au Concours Eurovision de la chanson
Sound of Silence
(2016)
Tonight Again (en français « Ce soir à nouveau ») est la chanson de Guy Sebastian qui représente l'Australie au Concours Eurovision de la chanson 2015 à Vienne.
C'est la première fois que l'Australie participe à l'Eurovision, étant invitée pour la 50e édition, par conséquent, elle est directement qualifiée pour la finale le 23 mai 2015, au cours de laquelle, elle termine à la 5e position avec 196 points.